# Pooja Hegde
Pooja Hegde (nascuda el 13 d'octubre de 1990) és una actriu i model índia que apareix predominantment en pel·lícules telugu i hindi. Va ser coronada com a segona subcampiona a la competició Miss Univers Univers India 2010. Va debutar a la pel·lícula tàmil Mysskin's Mugamoodi (2012). Va debutar al cinema en telugu al costat de Naga Chaitanya a Oka Laila Kosam. El 2016 va debutar al cinema hindi amb Hrithik Roshan a Mohenjo Daro, d'Ashutosh Gowariker.

## Primers anys
Pooja Hegde va néixer i es va criar a Bombai, Maharashtra, en el si d’una família Bunt que parla Tulu. Els seus pares Manjunath Hegde i Latha Hegde. Són originàries d’Udupi, Karnataka. També té un germà gran Rishabh Hegde, que és cirurgià ortopèdic. Domina el kannada, l’anglès, l’indi, el tulu i el tàmil. Va anar al M. M. K. College, on participava regularment en danses i desfilades de moda.

## Cinema
| Year | Title                          | Role(s)                | Language(s) | Notes                                        | Ref.          |
| ---- | ------------------------------ | ---------------------- | ----------- | -------------------------------------------- | ------------- |
| 2012 | Mugamoodi                      | Shakthi                | Tàmil       | Tamil debut                                  | [ 5 ]         |
| 2014 | Oka Laila Kosam                | Nandana                | Telugu      | Telugu debut                                 | [ 6 ]         |
| 2014 | Mukunda                        | Gopika                 | Telugu      |                                              | [ 7 ]         |
| 2016 | Mohenjo Daro                   | Chaani                 | Hindi       | Hindi debut                                  | [ 8 ]         |
| 2017 | Duvvada Jagannadham            | Pooja                  | Telugu      |                                              | [ 10 ]        |
| 2018 | Rangasthalam                   | Herself                | Telugu      | Special appearance in the song "Jigelu Rani" | [ 11 ]        |
| 2018 | Saakshyam                      | Soundarya Lahari       | Telugu      |                                              | [ 12 ]        |
| 2018 | Aravinda Sametha Veera Raghava | Aravinda               | Telugu      |                                              | [ 13 ]        |
| 2019 | Maharshi                       | Pooja                  | Telugu      |                                              | [ 14 ]        |
| 2019 | Gaddalakonda Ganesh            | Sridevi                | Telugu      |                                              | [ 15 ]        |
| 2019 | Housefull 4                    | Rajkumari Mala / Pooja | Hindi       |                                              | [ 16 ]        |
| 2020 | Ala Vaikunthapurramuloo        | Amulya                 | Telugu      |                                              | [ 17 ]        |
| 2021 | Most Eligible Bachelor         | Vibha                  | Telugu      |                                              | [ 18 ]        |
| 2021 | Acharya                        | Neelambari             | Telugu      | Filming                                      | [ 19 ]        |
| 2021 | Cirkus                         | Ragini Godbole         | Hindi       | Filming                                      | [ 20 ]        |
| 2022 | Radhe Shyam                    | Prerana                | Telugu      | Filming                                      | [ 21 ] [ 22 ] |
| 2022 | Radhe Shyam                    | Prerana                | Hindi       | Filming                                      | [ 21 ] [ 22 ] |
| 2022 | Beast                          | A anunciar             | Tamil       | Filming                                      | [ 23 ]        |

## Premis i nominacions
| Year  | Film                           | Award                                   | Category                         | Result    | Ref.          |
| ----- | ------------------------------ | --------------------------------------- | -------------------------------- | --------- | ------------- |
| 2013  | Mugamoodi                      | South Indian International Movie Awards | Best Female Debutant – Tamil     | Nominat   | [ 24 ]        |
| 2015  | Oka Laila Kosam                | South Indian International Movie Awards | Best Female Debut – Telugu       | Nominat   | [ 25 ]        |
| 2015  | Oka Laila Kosam                | Filmfare Awards South                   | Best Actress – Telugu            | Nominat   | [ 26 ]        |
| 2016  | Mohenjo Daro                   | Stardust Awards                         | Best Debut – Female              | Nominat   | [ 27 ]        |
| 2017  | Duvvada Jagannadham            | Zee Golden Awards                       | Entertainer Of The Year (Female) | Guanyador | [ 28 ]        |
| 2019] | Aravinda Sametha Veera Raghava | Filmfare Awards South                   | Best Actress – Telugu            | Nominat   | [ 29 ] [ 30 ] |
| 2020  | Maharshi                       | South Indian International Movie Awards | Best Actress – Telugu            | Nominat   | [ 31 ]        |
| 2020  | Maharshi                       | Zee Cine Awards Telugu                  | Favourite Actress                | Guanyador | [ 32 ]        |
| 2021  | Ala Vaikunthapurramuloo        | Sakshi Excellence Awards                | Best Actress                     | Guanyador | [ 33 ] [ 34 ] |
| 2021  | Ala Vaikunthapurramuloo        | South Indian International Movie Awards | Best Actress – Telugu            | Guanyador | [ 35 ]        |